# سيغموند هاريس
سيغموند هاريس (بالإنجليزية: Sigmund Harris)‏ هو لاعب كرة قدم أمريكية أمريكي، ولد في 2 يوليو 1883 في دوبوك في الولايات المتحدة، وتوفي في 8 نوفمبر 1964.